# Reino odrisio
El reino odrisio (en griego antiguo: Βασίλειον Ὀδρυσῶν 'Reino de los odrisios') fue un antiguo reino surgido de la unión de varias tribus tracias, que duró desde el siglo V a. C. hasta el siglo I a. C. El área que incluía este reino se extendía desde Rumanía hasta Grecia septentrional y Turquía, en su origen en la cuenca del río Evros al territorio actual de Bulgária.
Su capital era Uscudama (llamada así por los tracios) u Ódrisas (llamada así por los griegos), la que más tarde se llamaría Adrianópolis y en la actualidad es Edirne, en la parte europea de Turquía.

El reino odrisio en siglo IV a. C.

## Historia
El estado odrisio fue el primer reino tracio que adquirió poder en la región, mediante la unificación de muchas tribus tracias gobernadas únicamente por el rey Teres. Inicialmente, el estado incluía el este de Tracia y regiones más lejanas al norte, como la desembocadura del Istro (el Danubio). 
La expedición persa de Darío I el Grande dentro del territorio tuvo lugar en 513 - 512 a. C., mediante la cual la tierra de los odrisios llegó a formar parte del Imperio aqueménida. Los odrisios no se opusieron a la llegada persa y el sátrapa Megabazo y el general Mardonio delegaron considerable poder a los jefes odrisios. La presencia persa tuvo un enorme impacto en el arte tracio. (Hoddinott, R.F., The Thracians, 1981, p.101). 
En tiempos de Teres, hacia el 450 a. C., los odrisios (del latín odrysius), ódrisas u odrisas (del griego odrýsai) ocupaban la parte sudoriental de Tracia, desde la costa sudoeste del Mar Negro hasta el Helesponto. Murió en 445 a. C., durante una de sus muchas campañas militares.
El hijo de Teres, Sitalces fue un gran líder militar, que forzó a las tribus que se separaron de la alianza a reconocer su soberanía. El rico estado se extendió desde el Danubio hasta el mar Egeo y construyó carreteras para el desarrollo del comercio y logró un poderoso ejército que pudo alcanzar 150.000 hombres. En 429 a. C. los  aliados de Atenas emprendieron una campaña contra los macedonios, pero se retiraron en masa solo 30 días después debido (según Tucídides) a la falta de alimentos y no acudir los atenienses que debían dar apoyo con una flota.
Sitalces quiso la unificación de todos los tracios, y decidió atacar a los tracios tribalos, pero murió en la batalla. 
Seutes I consiguió que su reino disfrutara de un período de prosperidad, aunque varias tribus tracias dejaran la alianza. Seutes era hijo de Esparádoco y sobrino de Sitalces. La subida al trono de Seutes, cuñado de Pérdicas, en lugar del proateniense Sádoco, primo suyo, favoreció sin duda los planes del general espartano Brásidas en Tracia, en detrimento de los de Tucídides.
Heródoto (IV.92) menciona a los odrisios entre las tribus tracias. pero como una de tantas, sin referirse a que fueran especialmente poderosos.
En el siglo IV a. C., tras la muerte de Cotis I, se disputaron el reino los príncipes. Cersobleptes, Berisades y Amádoco II, y se fragmentó en tres pequeños reinos, de los cuales uno, con capital en Seutópolis, sobrevivió más tiempo. Tracia cayó sucesivamente bajo la influencia grecomacedonia de Filipo II, su hijo Alejandro y el diádoco Lisímaco. Sin embargo, se siguieron sucediendo varios reyes tribales, mientras la región se fragmentaba en reinos más pequeños en los siglos III y II a. C..
En el siglo I a. C., Tracia fue cayendo bajo la influencia romana, pasando sus reyes a ser clientes de Roma. La región se reunificó en torno al año 11 a. C. bajo el control de la tribu tracia de los sapeos y con el beneplácito del emperador romano Augusto. Tracia se convirtió finalmente en provincia romana en el año 46 d. C., con la invasión del emperador Claudio (41-54) y la muerte de su último rey, Roemetalces III, en un complot a manos de su esposa.

## Lista de reyes tracios[2]

### Reino odrisio original, primera fragmentación e influencia grecomacedonia
- Teres I (480-450 a. C.)
- Esparádoco (450-431 a. C.)
- Sitalces (431-424 a. C.)
- Seutes I (424-410 a. C.)
- Maesades, padre de Seutes II, gobernante local en el este de Tracia
- Teres II, gobernante local en el este de Tracia
- Saratocus (o Sadocus, hijo de Sitalces), gobernante local en el oeste de Tracia
- Metocus (o Amádoco I), hijo de Sitalces
- Amádoco I (410-390 a. C.), es mencionado por Jenofonte en Anábasis (VII 3)
- Seutes II (405-391 a. C.)
- Hebrizelmis (390-384 a. C.)
- Cotis I (384-358 a. C.)
- Cersobleptes (358-341 a. C.)
- Berisades (358-352 a. C.)
- Cetriporis (352-347 a. C.)
- Amádoco II (358-351 a. C.)
- Teres III (351-342 a. C.)

- En torno al año 341 a. C. Tracia cayó bajo el dominio de Filipo II de Macedonia, su hijo Alejandro Magno y el diádoco Lisímaco.

### Refundación, decadencia y segunda fragmentación
- Seutes III (331-300 a. C.)
- Cotis II (300-280 a. C.)
- Raizdos (ca. 280 a. C.)
- Cotis III (ca. 270 a. C.)
- Rascuporis (240 a. C.-215 a. C.)
- Teres IV, hijo de Seutes (¿III?) (¿c. 295 a. C.?)
- Seutes IV (215 a. C.-¿190 a. C.?)
- Teres V, hijo de Seutes IV (c. 255 a. C.)
- Rhoegus, hijo de Seutes (¿IV?) (mediados del siglo III, enterrado en la tumba tracia de Kazanlak)
- Seutes V, hijo de Rhoegus (¿190?-¿184?)
- Amádoco III, hijo de Seutes V (c. 184 a. C.)
- Cotis IV, hijo de Seutes V (¿171?-¿160 a. C.?)
- Teres VI, hijo de Amádoco III (c. 148 a. C.)
- Beithys (Bithys), hijo de Cotis IV (¿c.146 a. C.?)

### Otras dinastías, Sapeos e influencia romana
- Cotis V (100-87 a. C.)
- Sadalas I (87-79 a. C.)
- Cotis VI (79-45 a. C.)
- Rescuporis I (48-42 a.  C.)
- Raskos (c. 42 a. C.)
- Cotis VII (31-18 a. C.)
- Rescuporis II (19/18–12/11 a. C.)
- Cotis VIII (c. 11 a. C.)
- Roemetalces I, tío de Rescuporis e hijo de Cotis (31/11 a. C. – 12 d. C.)
- Cotis IX (12 d. C. – 19 d . C.)
- Roemetalces II (19 d. C. - 38 d. C.)
- Roemetalces III (38 d. C. - 46 d. C.)

- En el año 46 d. C. Tracia fue anexada al Imperio romano como provincia.